# San Marco (Sestiere di Venezia)
San Marco ist einer der sechs Stadtteile (Sestieri) der Altstadt Venedigs. Das Stadtsechstel erstreckt sich über eine Fläche von 34 Hektar. Es gilt als geistiger und politischer Mittelpunkt, da dort die Regierung und Verwaltung der Republik Venedig ihren Sitz im Dogenpalast und den Bauten am Markusplatz nahmen. San Marco hat einschließlich der Insel San Giorgio Maggiore 3.552 Einwohner (Stand 31. Dezember 2024), die sich auf die vier Pfarreien San Moisè (mit der Kirche Santa Maria Zobenigo), Santo Stefano, San Luca und San Salvador (mit den Kirchen San Bartolomeo und San Zulian) verteilen.

## Ausdehnung und Grenzen

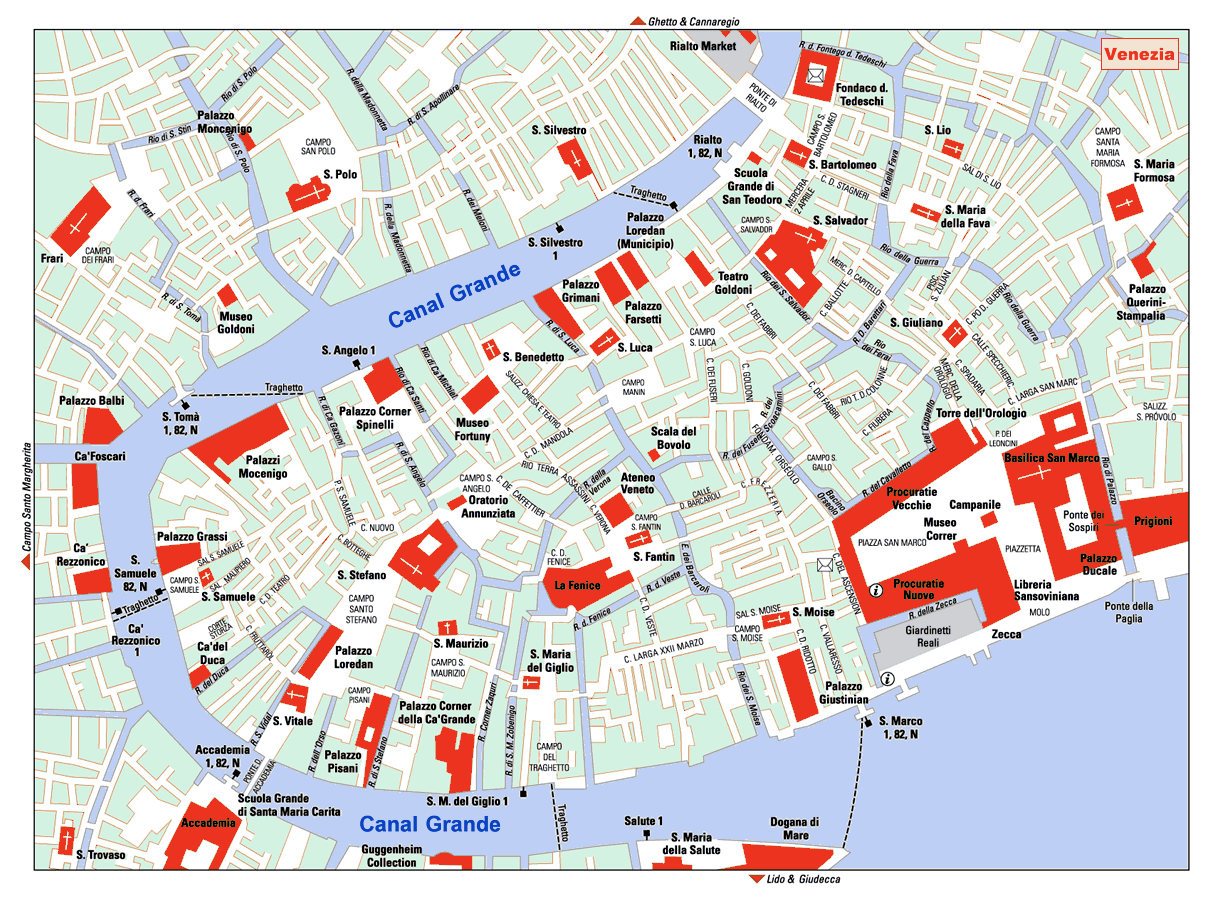
Karte des Stadtbezirks (ohne San Giorgio Maggiore)

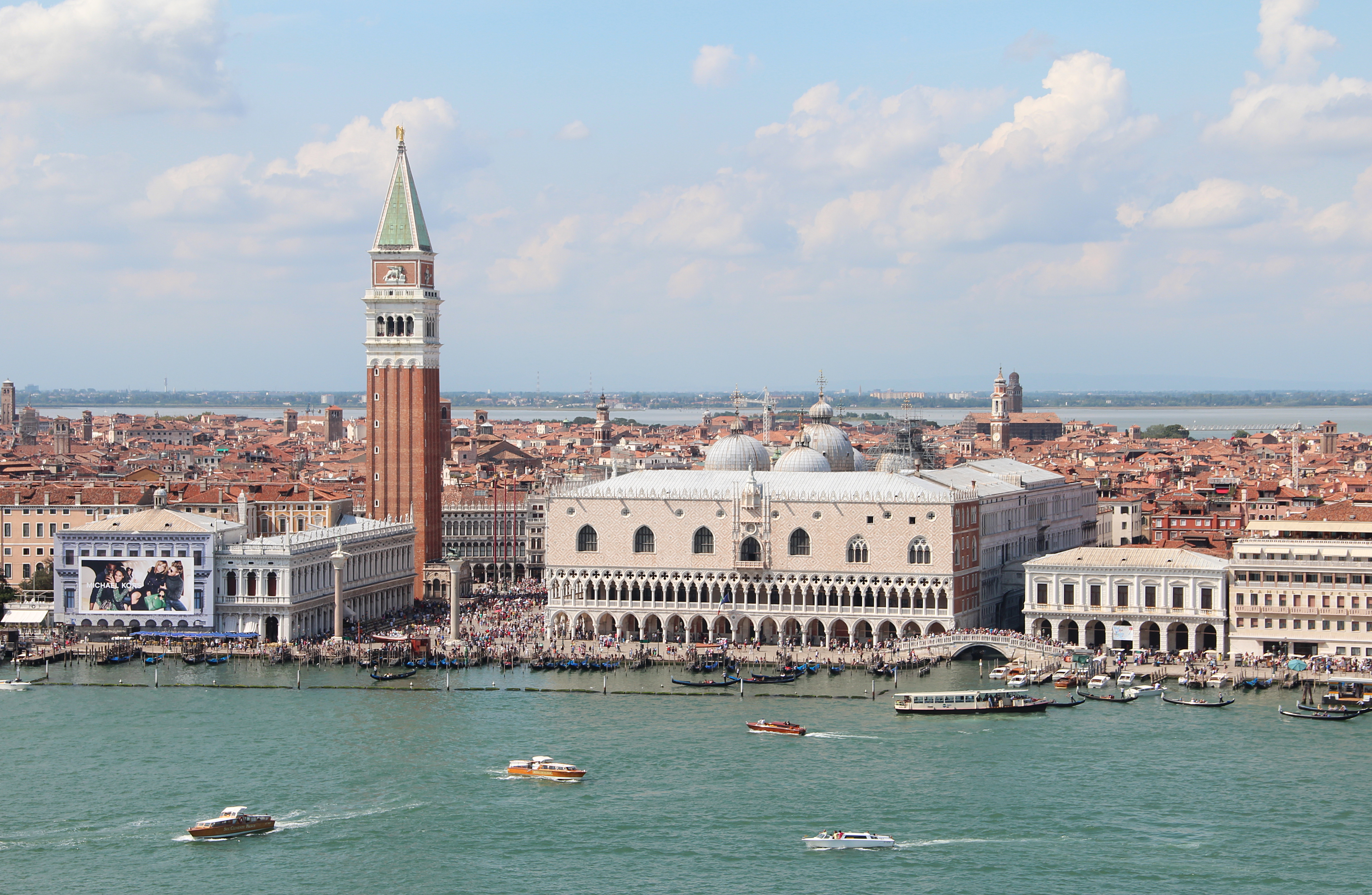
San Marco vom Glockenturm der Basilika San Giorgio Maggiore aus gesehen.

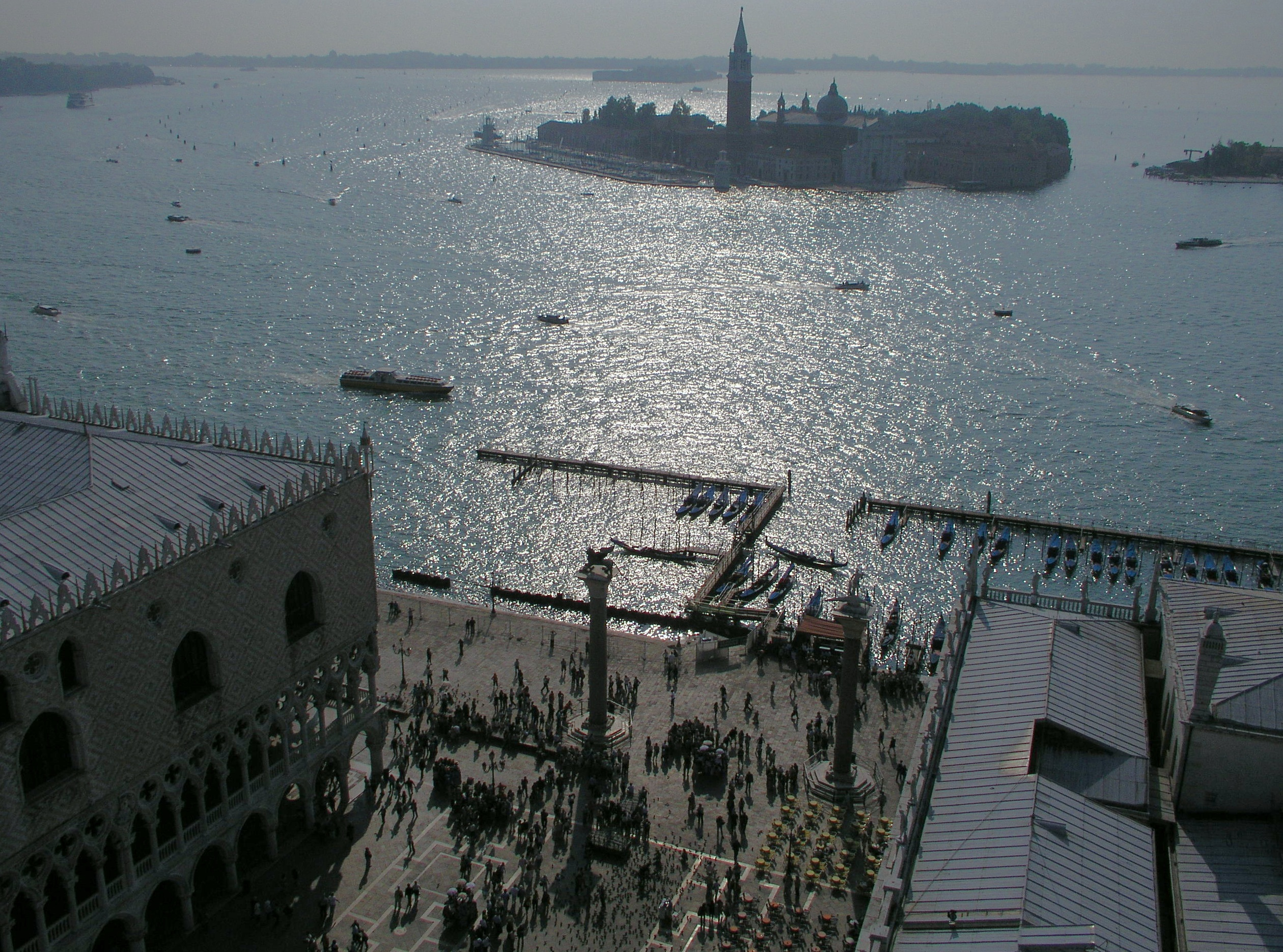
Blick vom Glockenturm der Markusbasilika Richtung Piazzetta und San Giorgio Maggiore, das zu San Marco gehört

San Marco ist westlich durch den Unterlauf des Canal Grande, genauer gesagt durch sein linkes Ufer begrenzt, und auch südlich verläuft eine Wasserfläche, nämlich das Bacino di San Marco. Nördlich und östlich hingegen begrenzen die benachbarten Stadtsechstel Cannaregio und Castello das Sestiere. Die Insel San Giorgio Maggiore mit ihren fünf Einwohnern im Südosten jenseits des 400 Meter breiten Canale di San Marco und gegenüber dem Markusplatz gelegen, gehört administrativ ebenfalls zu San Marco, nicht jedoch die nur 40 Meter westlich gelegene Giudecca, die zu Dorsoduro zählt.

## Name und Geschichte
Seinen Namen leitet das Sestiere vom Markusdom (Basilica di San Marco) ab, der im Jahr 832 auf Wunsch des Dogen Giovanni Particiaco als Hauskapelle des Dogen errichtet worden war.
Das Quartier bestand, als im Jahr 1175 die Organisation der Sestieri eingeführt wurde, aus 16 Contrade. Zu diesen Kirchengemeinden zählten San Basso, San Geminiano, Santa Maria in capite brolii (Ascensione), San Zulian, San Salvatore, San Bartolomeo, San Luca, San Paterniano, San Benedetto, Sant’Angelo, San Vidal, San Samuele, San Maurizio, Santa Maria Zobenigo, San Fantin und San Moisè. 1581 zählte man im Sestiere 21.745 Einwohner, davon 5857 capi famiglia (Familienoberhäupter) und 314 nobili huomini (Adlige). Als Napoleon 1806 zahlreiche geistliche Institute aufheben ließ, befanden sich darunter die Pfarrgemeinden San Geminiano, Sant’Angelo, San Paterniano und San Basso; L'Ascensione wurde in ein Hotel umgewandelt. Die Zuschüttung von Kanälen vor allem im 19. Jahrhundert führte dazu, dass San Marco heute nur noch zwölf Inseln aufweist.

## Bauwerke
Zu den bedeutendsten Bauwerken im Sestiere zählen die Gebäude am Markusplatz mit dem Dogenpalast und dem Markusdom, den Alten Prokuratien (Procuratie vecchie) und den Neuen Prokuratien, die Napoleon errichten ließ, sowie das Teatro La Fenice. In San Marco gibt es insgesamt rund 5500 Häuser, welche durchnummeriert sind. Dieses System wurde in der Regierungszeit Napoleons eingeführt.